# Comissió Aliada de Control
La Comissió Aliada de Control, Consell de Control Aliat o Autoritat de control aliat, en alemany Alliierter Kontrollrat, també anomenada les quatre potències (
els Estats Units, el Regne Unit, la Unió Soviètica i França), fou l'òrgan de les zones d'ocupació aliada a Alemanya després de la fi de la Segona Guerra Mundial a Europa, especialment durant el període comprès entre 1945 i 1949, per tal d'assegurar així el conjunt de competències d'un govern alemany.
Els seus membres eren els comandants en cap de cadascuna d'aquestes zones d'ocupació (França, que inicialment refusà el principi d'una administració central en les quatre zones, més tard es va unir al consell). Va ser assistit en la seva tasca per un "Comitè de Coordinació" i deu "Directoris" (que jugaven el paper de ministeris)
El consell tenia la seva a seu a Berlín, en les instal·lacions de la Neues Kammergericht ("nou tribunal d'apel·lació"), situat al districte de Schöneberg, i que anteriorment va ser la seu del Volksgerichtshof (el "Tribunal del Poble") òrgan judicial suprem del règim nazi de sinistre record.
Les decisions adoptades per la Junta de Control havien de ser-ho per unanimitat, atès que cadascun dels seus representants disposava de dret de veto.
El Consell de control es va crear el 5 de juny de 1945. La primera mesura de desnazificació que va prendre, fou la derogació del dret nazi. Va perdre gran part de la seva autoritat sobre el conjunt d'Alemanya, quan van marxar els representants soviètics el 20 de març de 1948, en represàlia per les decisions preses pels delegats de les sis potències occidentals reunió a la Conferència de Londres per a la democratització de la Trizona.
L'Alta Comissió Aliada (Allied High Commission) que la va succeir, només aplegarà els representants de les potències occidentals i serà l'encarregada de gestionar aquesta Trizona, que el 1949 esdevindrà la República República Federal d'Alemanya.